# Omphalucha maturnaria
Omphalucha maturnaria là một loài bướm đêm trong họ Geometridae.